# ジョン・ウィリアム・ゴッドワード
ジョン・ウィリアム・ゴッドワード（John William Godward、1861年8月9日 - 1922年12月13日）はイギリスの新古典主義の画家である。古代ローマやギリシャの衣装をまとった女性像を描いて、人気となった。晩年は、モダン・アートの隆盛で人気を失い、健康状態も悪化し、「世界は自分とピカソがいるには狭すぎる」（ "the world is not big enough for myself and a Picasso"）の遺書を残して自殺した。

## 略歴
ウインブルドンの役人の家に生まれた。「ビクトリア朝絵画」、ラファエル前派の系譜の画家で、華やかな色彩と繊細で写実的なローレンス・アルマ＝タデマのような絵画を描いた。ロイヤル・アカデミー・オブ・アーツの展覧会に1887年から出展するようになった。
1904年から1919年の間、イタリアに滞在することが多くなった。1912年はモデルになった女性の一人とローマに住んだ。1919年に、健康上の問題からイギリスに戻り、1922年に自殺した。自殺したことなどを不名誉とした家族によって、写真などゴッドワードの資料は破棄されたとされる。

## 作品

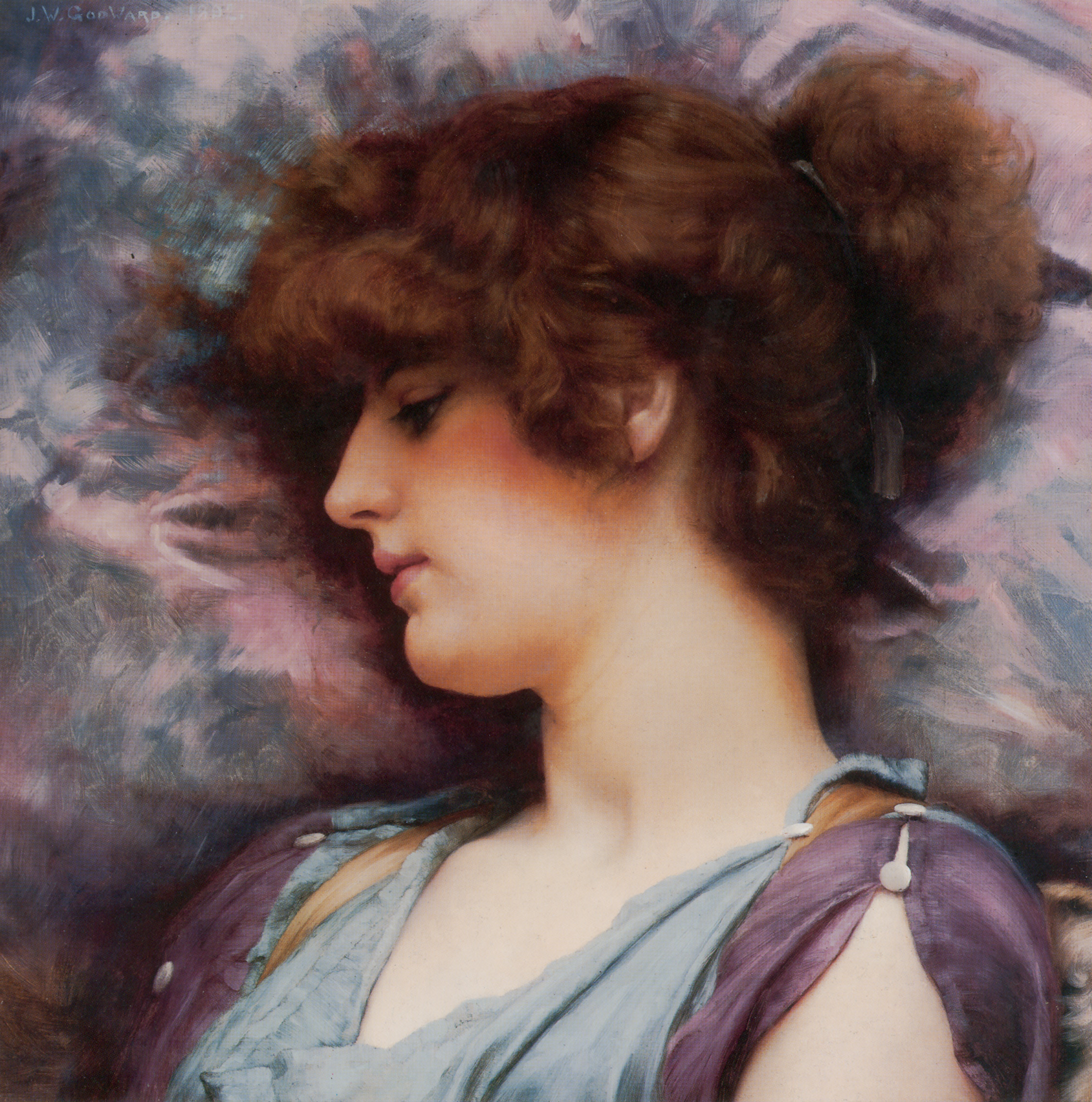
Far Away Thoughts
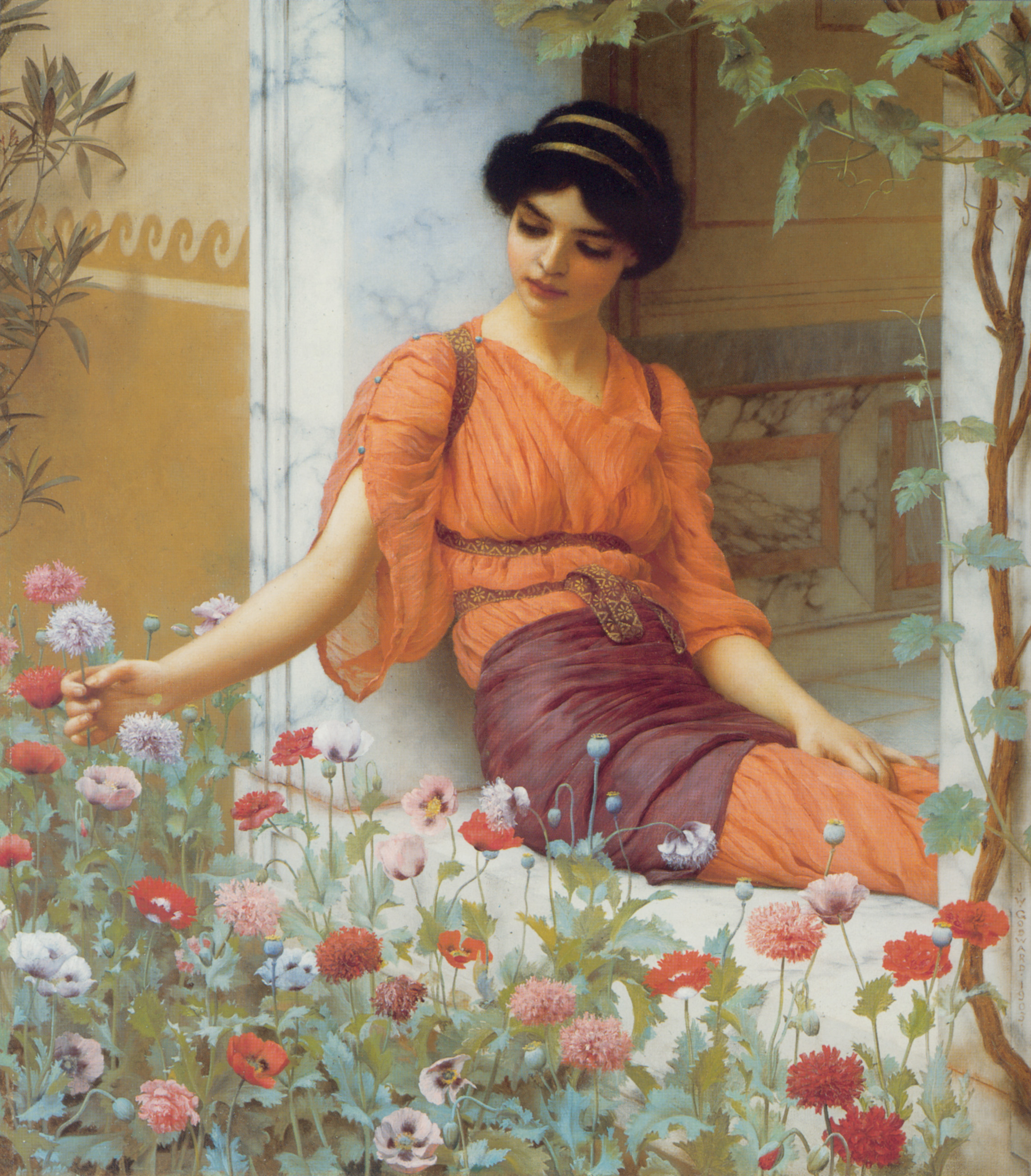
"Summer Flowers", 1903
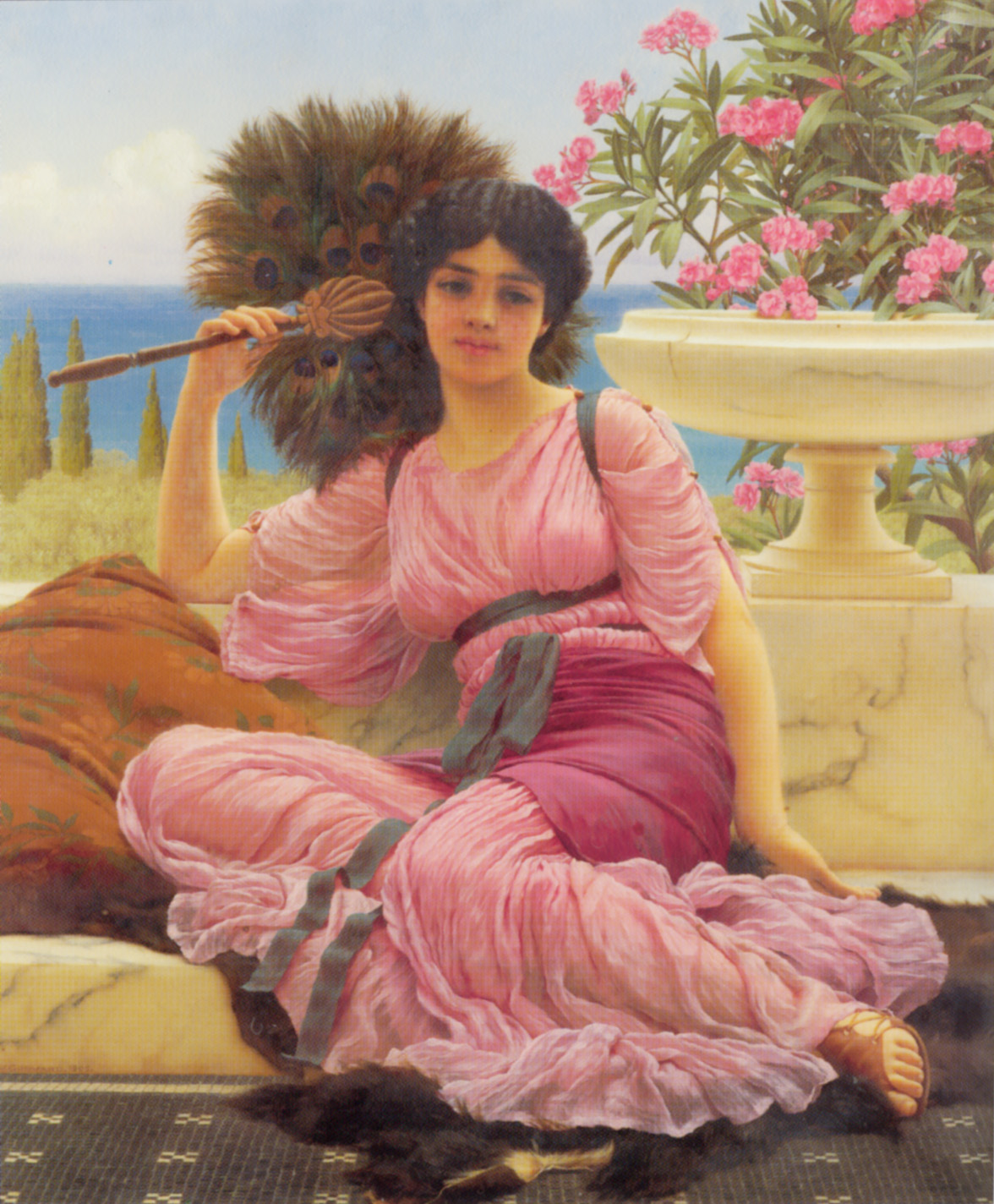
"Flabellifera", 1905
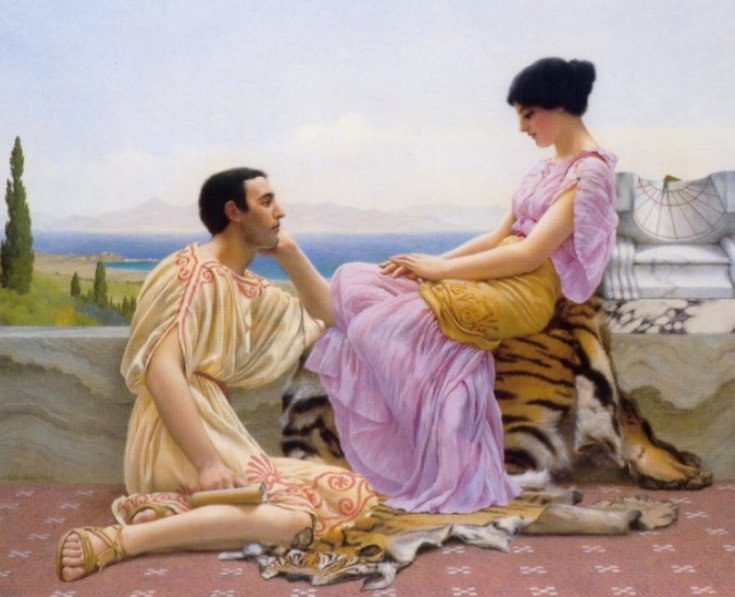
Youth and Time

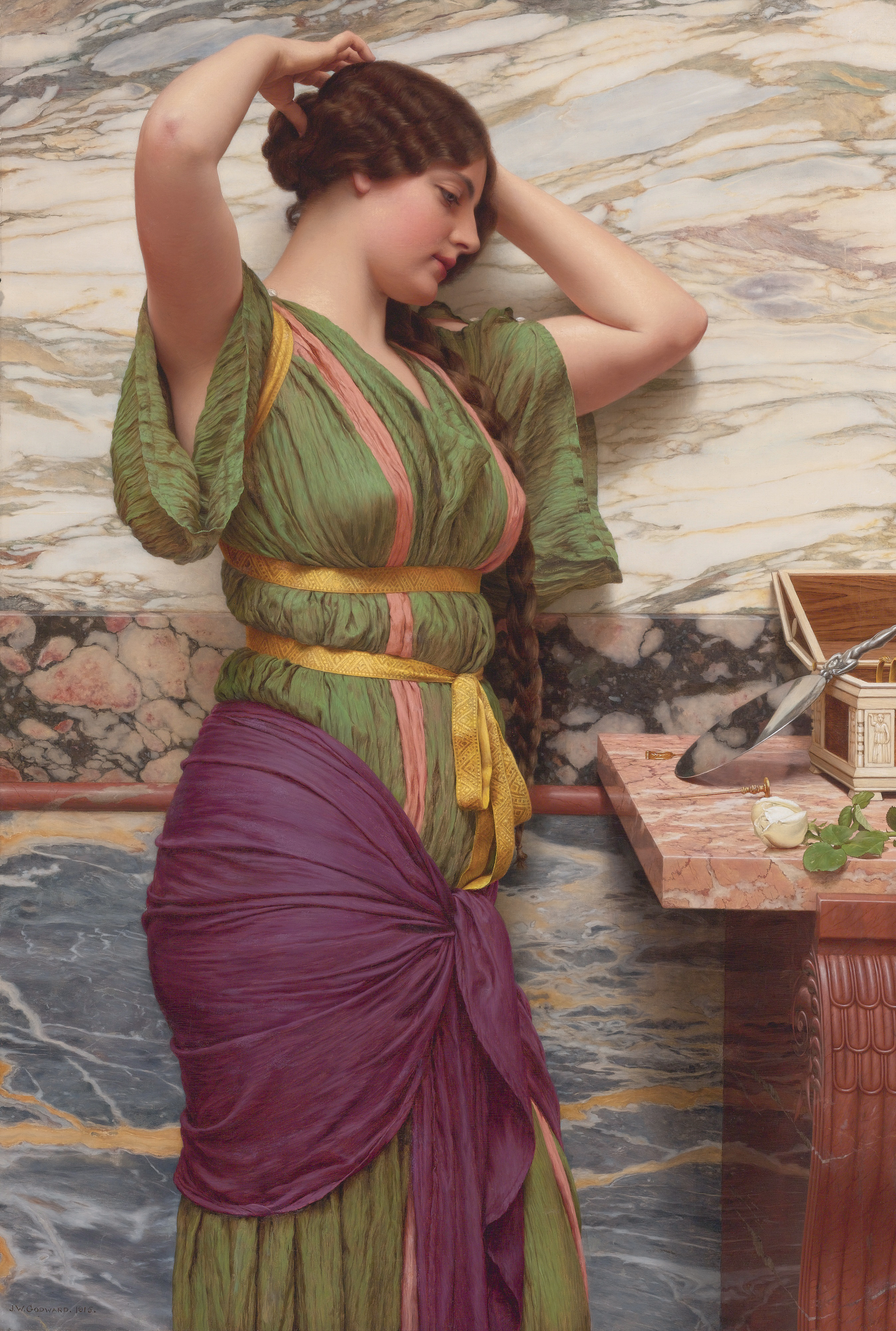
"A fair reflection",1915
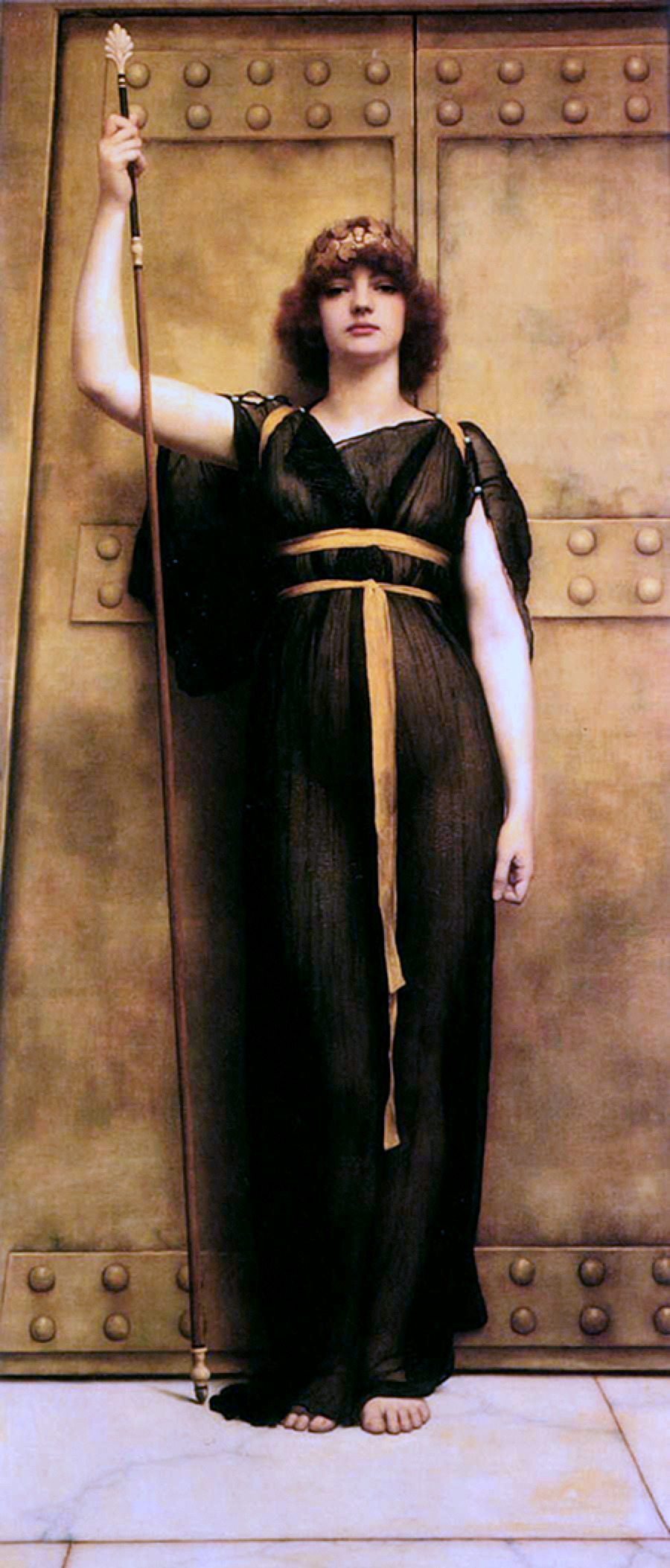
"A Priestess", 1894
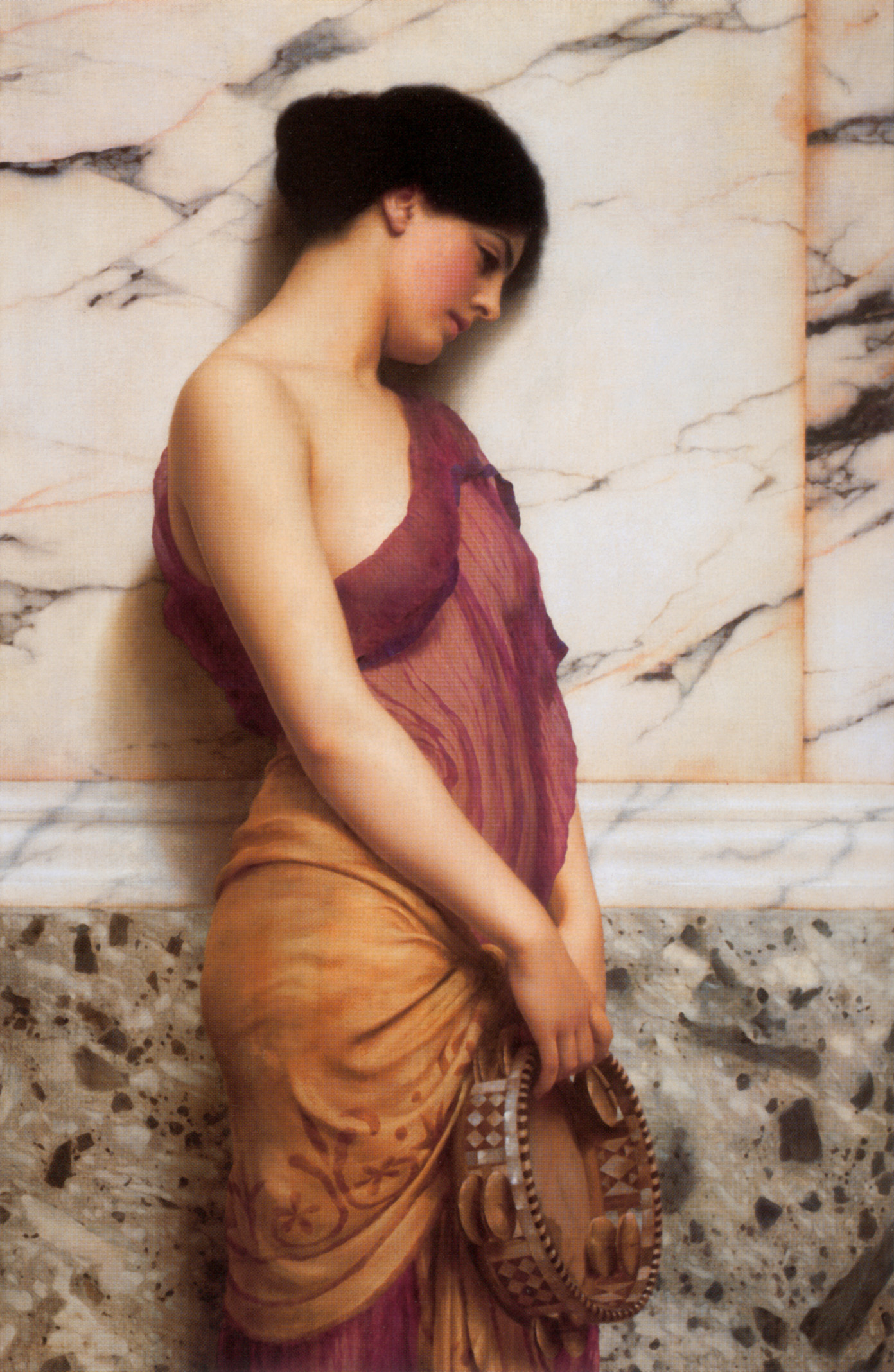
"The Tambourine Girl", 1906
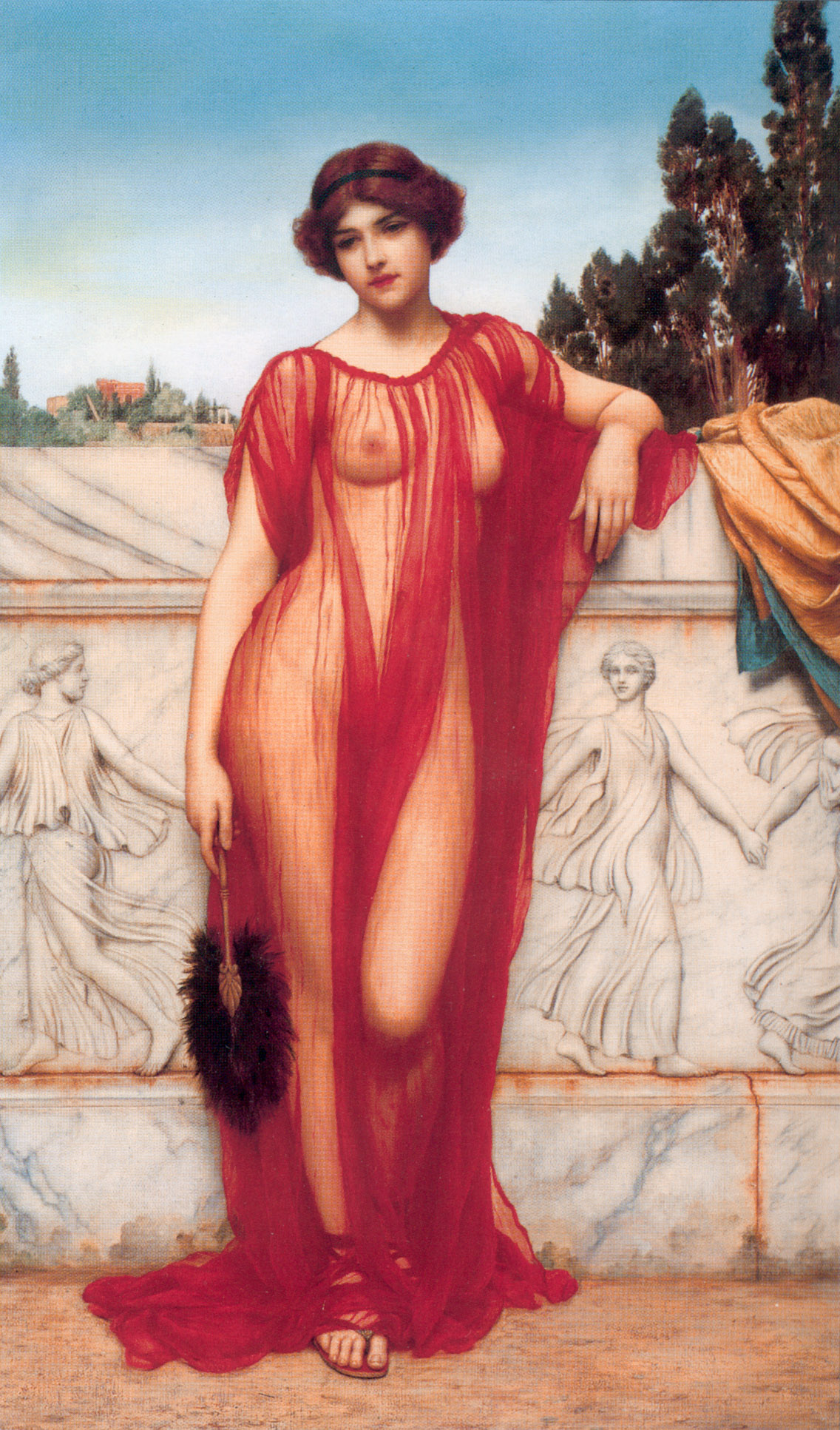
"Athenais", 1908
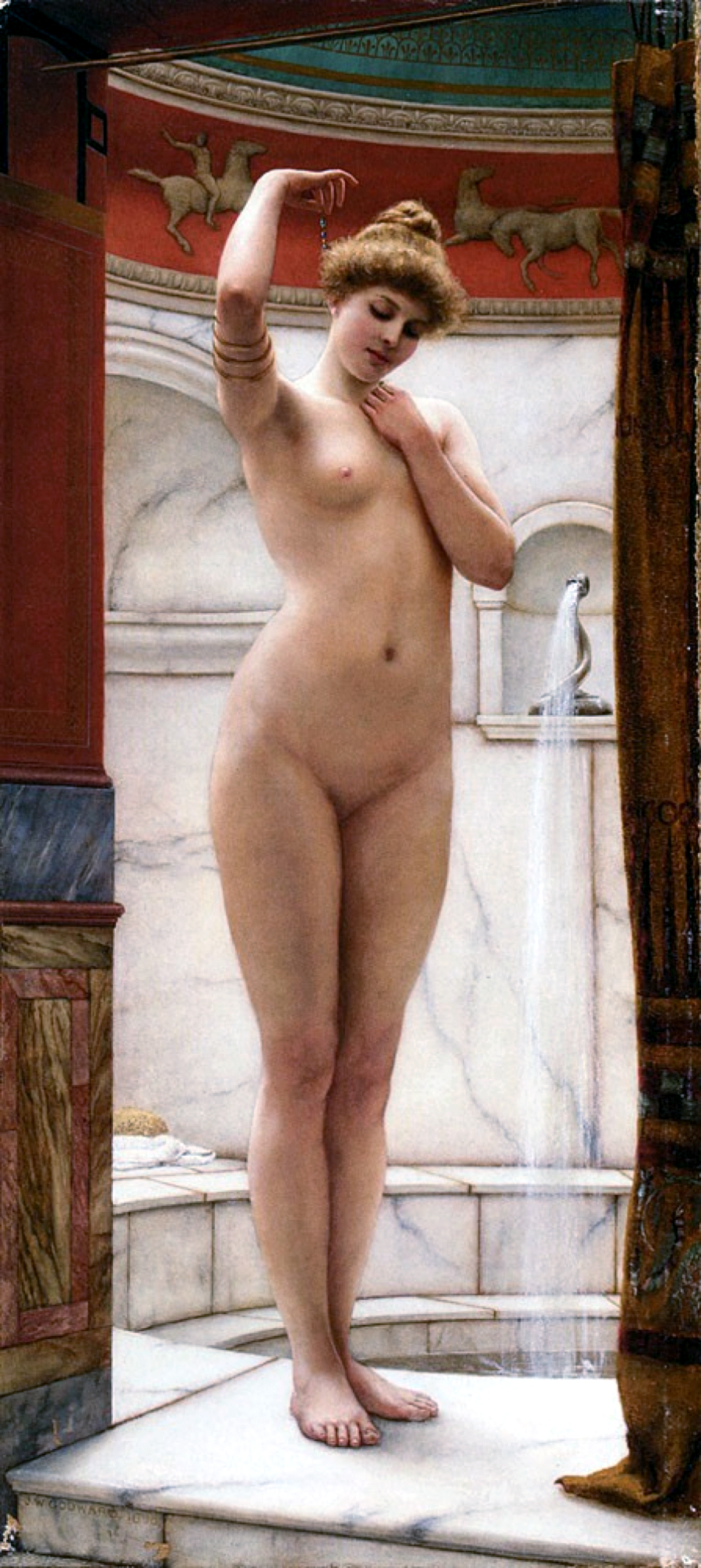
"A Pompeian Bath"
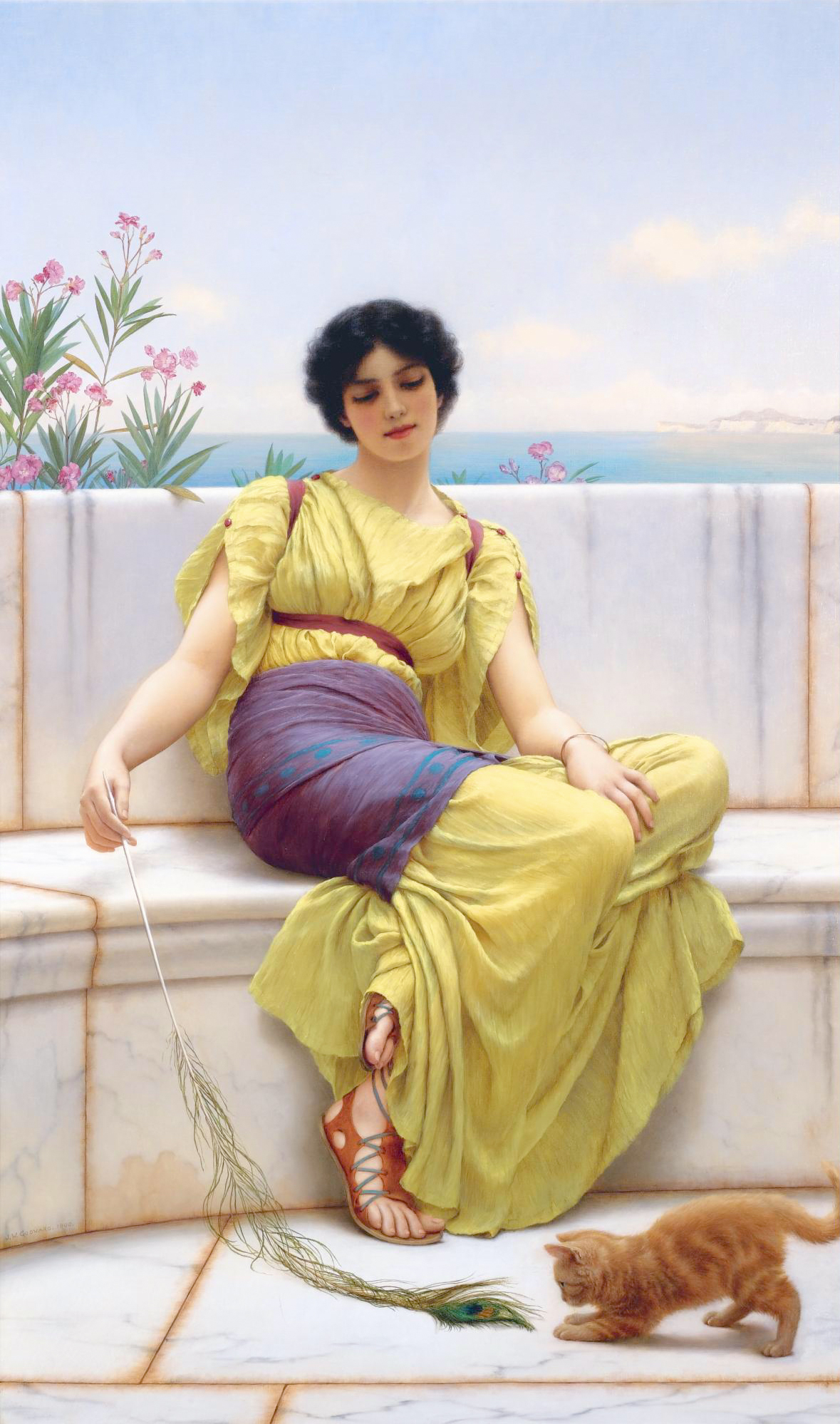
"Idleness", 1900
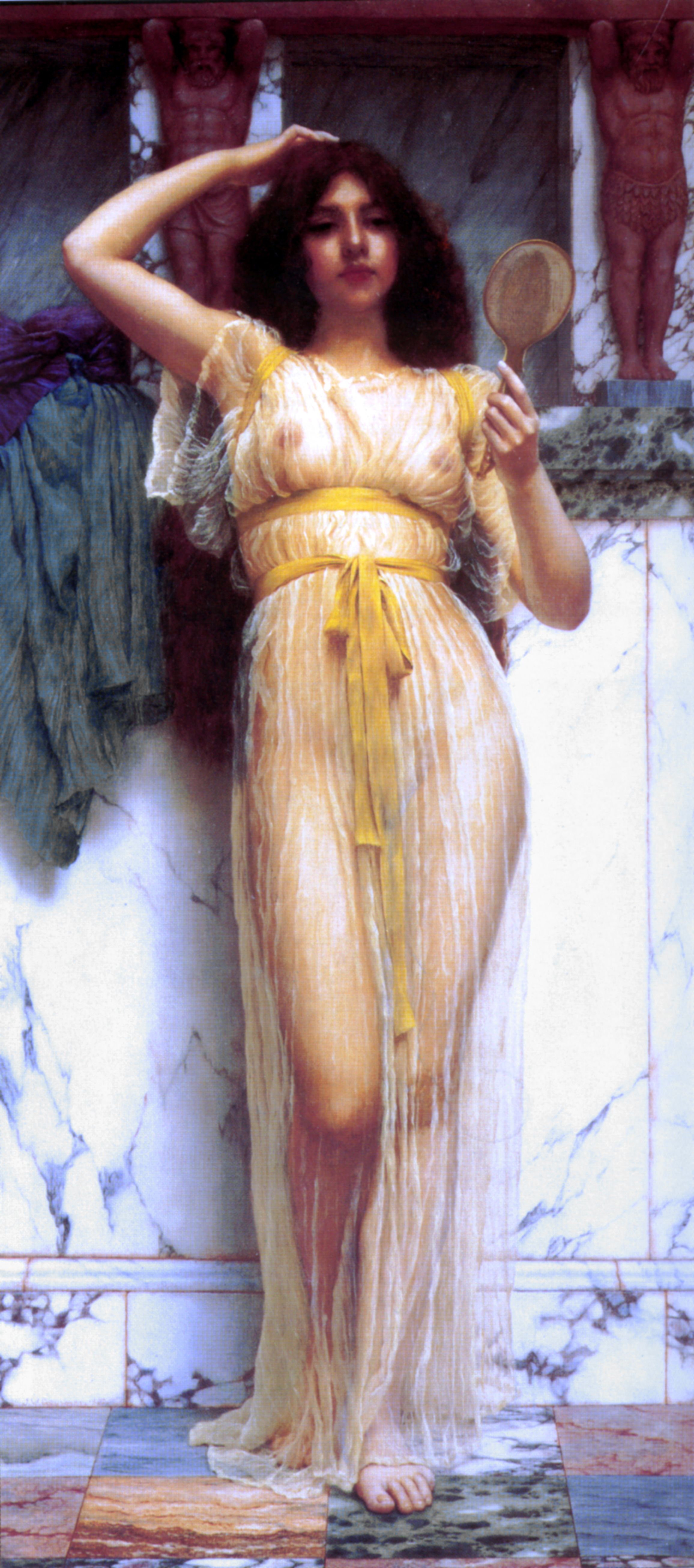
"The Mirror", 1899
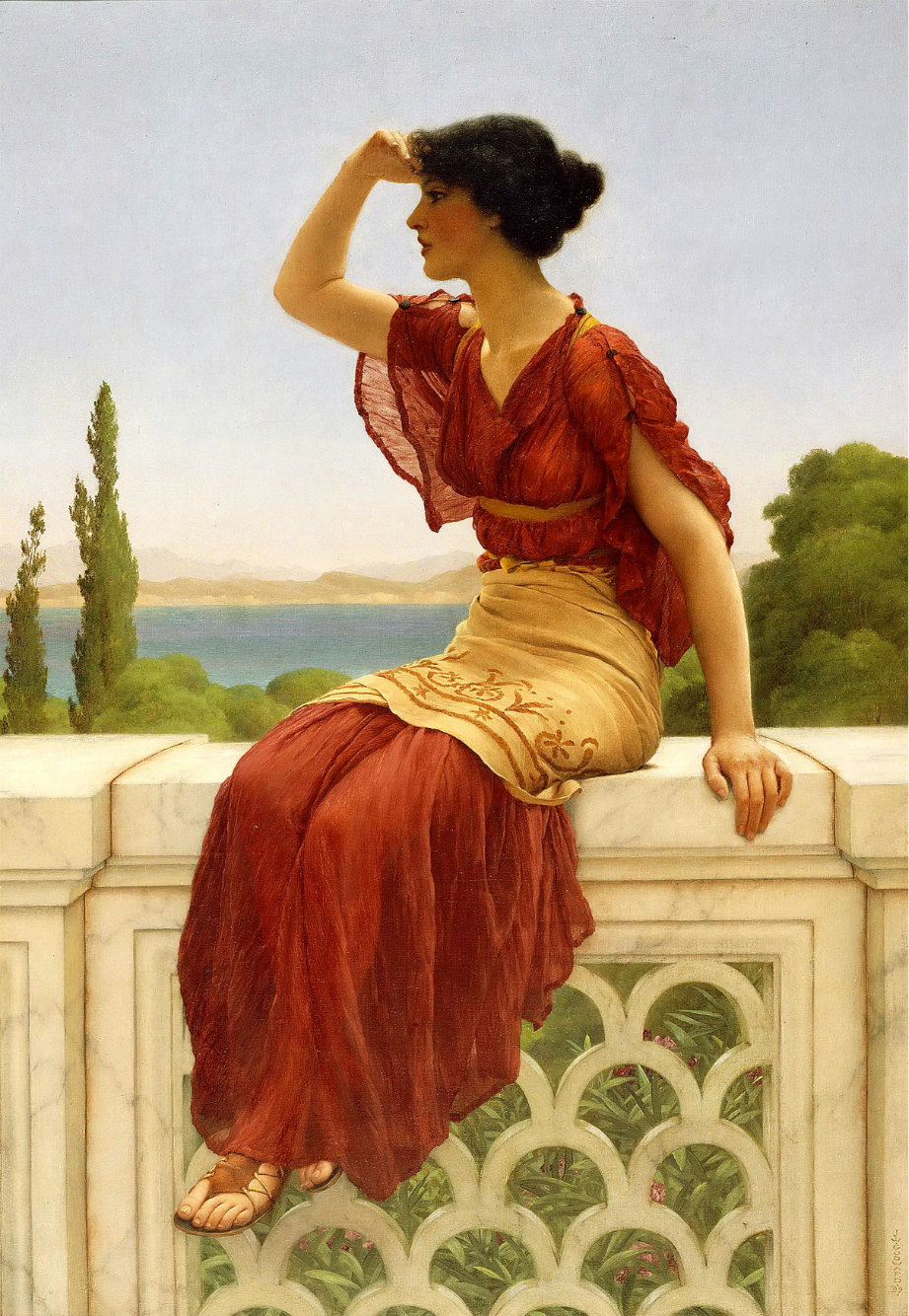
"The Signal", 1899
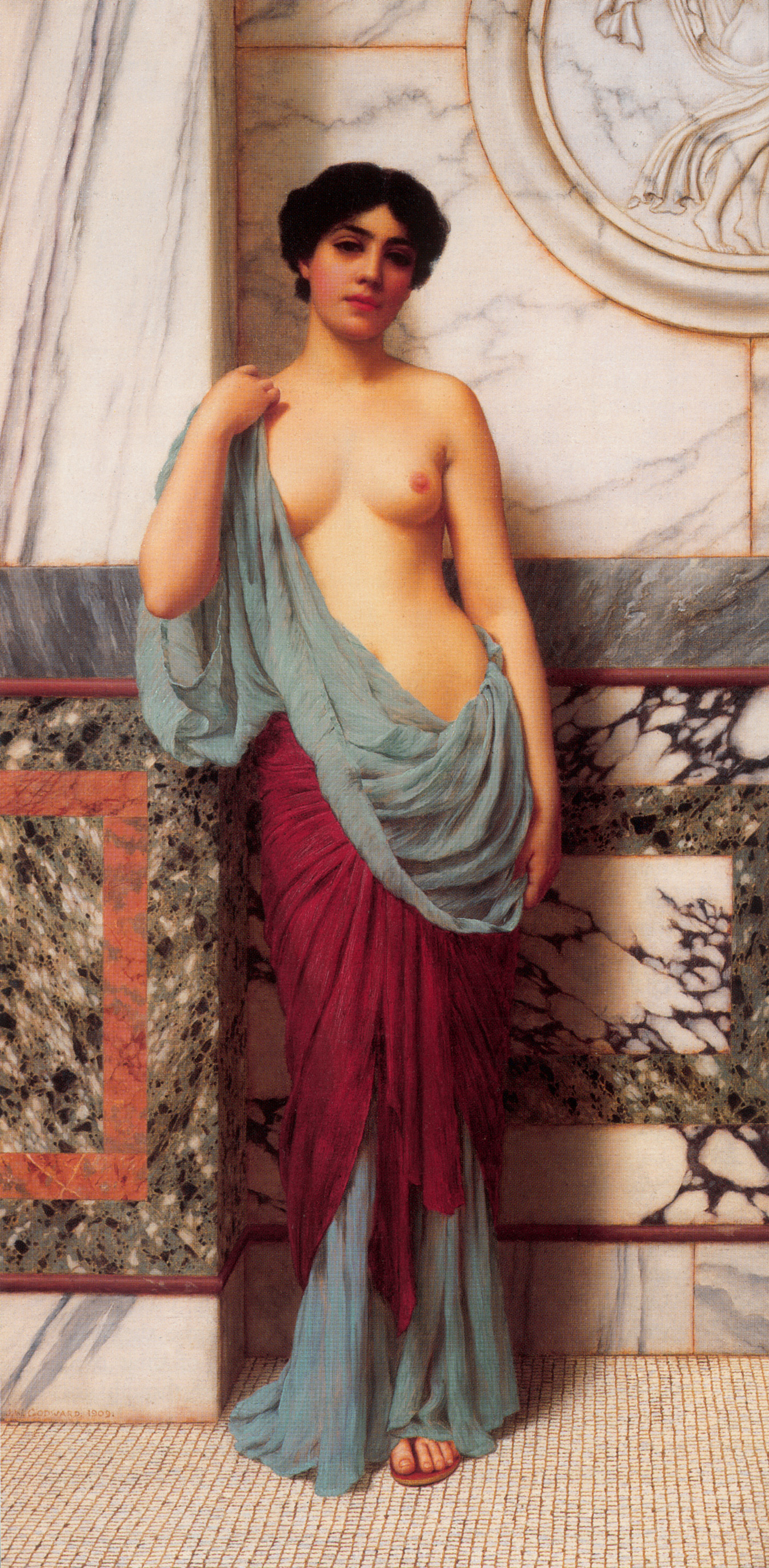
At the Thermae, 1909